# MY ONLY ONE
「MY ONLY ONE」（マイ・オンリーワン）は、2015年8月26日にSME Recordsから発売された9nineの18枚目のシングル。

## 概要
前作「HAPPY 7 DAYS」から約2ヶ月ぶりの2015年第2弾シングル。『通常盤』のほか、「MY ONLY ONE」のミュージックビデオとダンスショットを収録した『初回生産限定盤A』、フォトブックが付いた『初回生産限定盤B』、また『電波教師』のコラボジャケット及び「MY ONLY ONE」のTVサイズ音源を収録した『アニメ盤』の4形態で発売。

## 収録曲
1. MY ONLY ONE [3:47]
  - 作詞：岡田マリア、作曲・編曲：CLARABELL

"夏恋ソング"というコンセプトの下、「女の子のまっすぐな恋心」「この曲を聴いたら、みんな恋をしたくなるはず!」というテーマの楽曲が完成し、またミュージックビデオは「海」「プール」「花火」と夏の恋愛に結び付きの強いアイテムやこれまでの作品では使用する機会の少なかったCGを多用、9nine初の海が見えるロケーションでの撮影も相まって非常にポップな仕上がりとなっている。
2. Sunshine [4:26]
  - 作詞：岡田マリア、作曲・編曲：CLARABELL
3. 茜色 [3:42]
  - 作詞・作曲：OZO、編曲：遠山輔
4. MY ONLY ONE（Instrumental）
5. Sunshine（Instrumental）
6. 茜色（Instrumental）

アニメ盤収録内容
1. MY ONLY ONE
2. Sunshine
3. 茜色
4. MY ONLY ONE（TV Size） [1:29]
5. MY ONLY ONE（Instrumental）
6. Sunshine（Instrumental）
7. 茜色（Instrumental）

## 初回特典
- DVD（初回生産限定盤Aのみ）
  1. 「MY ONLY ONE」 Music Video
  2. 「MY ONLY ONE」 Dance Shot ver.
- フォトブック（初回生産限定盤Bのみ）
- 各メンバーソロアナザージャケット【全5種】（各種共通の特典）

## タイアップ
| 曲名        | タイアップ |
| ----------- | --- |
| MY ONLY ONE | 読売テレビ・日本テレビ系アニメ『電波教師』7月期エンディングテーマ H.I.S. Co., Ltd.『H.I.S.スーパーサマーセール』TV-CMソング |